# Mount Nespelen
Mount Nespelen är ett berg i Antarktis. Det ligger i Östantarktis. Nya Zeeland gör anspråk på området. Toppen på Mount Nespelen är 1 251 meter över havet.
Terrängen runt Mount Nespelen är kuperad. Trakten är obefolkad. Det finns inga samhällen i närheten.